# City Brake Control

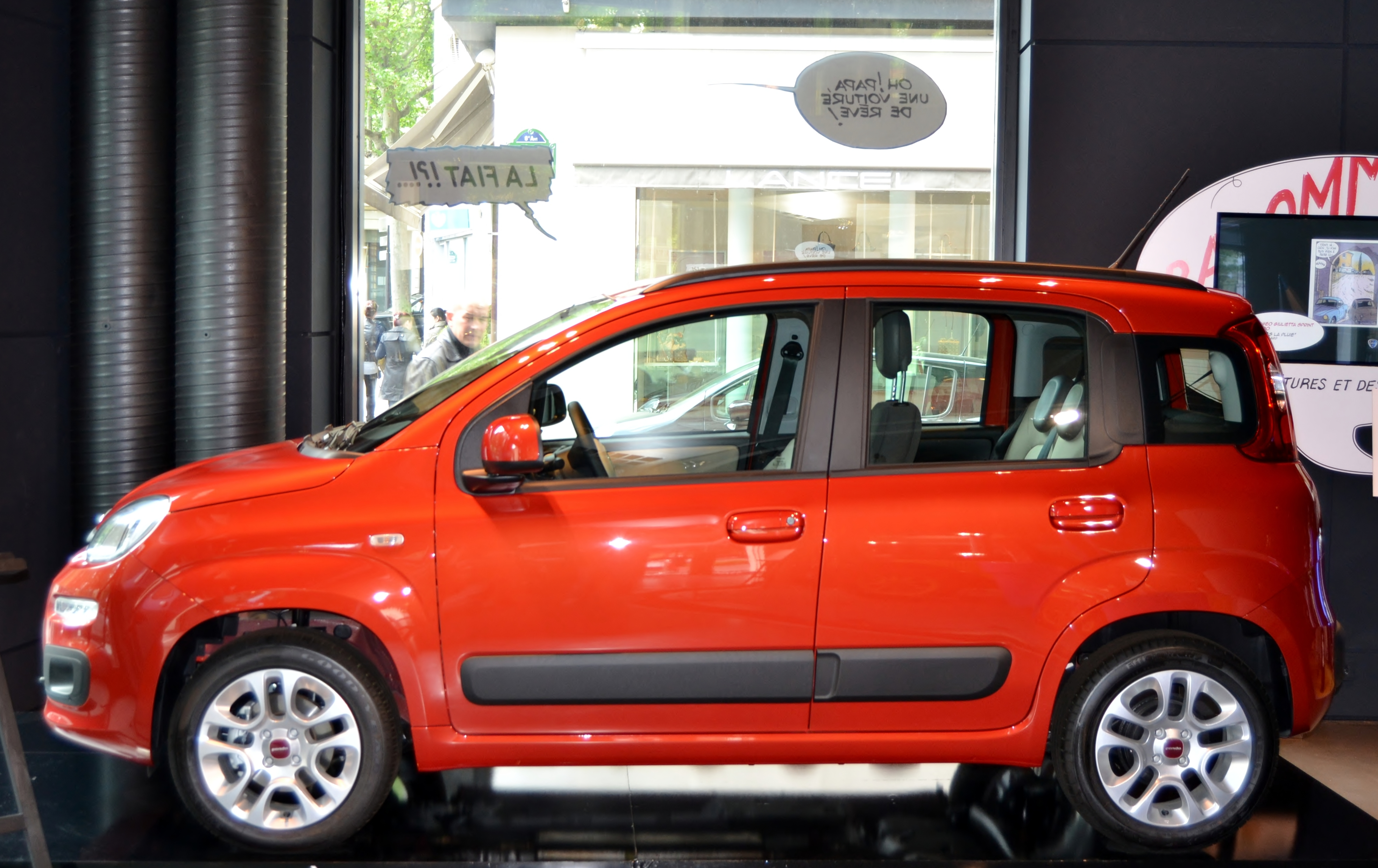
Fiat Panda, primer automóvil en contar con el sistema.

El City Brake Control (CBC), inicialmente denominado Low Speed Collision Mitigation (LSCM), es un sistema de seguridad activa desarrollado por el grupo automovilístico italiano Fiat Group Automobiles que reconoce la presencia de vehículos u obstáculos frente al automóvil y ayuda al conductor a evitar colisiones a baja velocidad, si es necesario deteniendo el vehículo de forma completamente automática. El sistema se comenzó a comercializar en 2012, siendo el Fiat Panda el primer automóvil del grupo en contar con el dispositivo. El precio final con impuestos en el inicio de su comercialización era de 250 €. En julio de 2013 Euro NCAP, que estima que si todos los automóviles vendidos contasen con este sistema se evitarían 26 000 lesiones cada año, le concedió el premio Euro NCAP Advance.

## Descripción
El sistema tiene la función de evitar colisiones (Collision Avoidance) o mitigar las consecuencias de estas (Collision Mitigation) si se circula entre 5 km/h y 30 km/h. Por debajo de los 5 km/h el sistema queda desactivado para eviar activaciones molestas durante las maniobras de aparcamiento. El sistema emplea un sensor LIDAR que se encuentra situado en la parte superior central del parabrisas, en la zona de barrido del limpiaparabrisas, y que se aloja en el interior del habitáculo tras el retrovisor central. Mediante un haz láser pulsado analiza, los vehículos y obstáculos estáticos o móviles que se encuentran a una distancia de hasta 10 y 12 metros en la trayectoria del vehículo. En concreto analiza todas quellas situaciones en las que la superposición entre el automóvil y el obstáculo sea mayor que un 40% de la anchura del automóvil y cuando se encuentra en un ángulo de impacto inferior a 30°. El sensor funciona tanto de día o de noche, con luz natural o artificial, con lluvia moderada, niebla poco densa y en nevadas moderadas. Si el sensor queda inhabilitado por las condiciones externas o polvo o arañazos, el conductor es advertido en el cuadro de instrumentos. Con los datos obtenidos del sensor, el sistema analiza la posición y trayectoria de estos y determina si son o se pueden convertir en un peligro. En función a la probabilidad de colisión e interactuando con el ESP y otros dispositivos de seguridad activa del automóvil, el sistema inicialmente configura el sistema de frenos para que el conductor pueda detener el automóvil en la menor distancia posible. Si el conductor no actúa y la colisión es inminente detiene automáticamente el automóvil. El sistema está programado para tener en cuenta las condiciones de la vía, la dinámica y trayectoria del automóvil, la posición y trayectoria de los obstáculos y cual es el estado de los neumáticos.

### Acciones

#### Prefill
Si el City Brake Control detecta un peligro potencial activa el sistema Prefill, que acerca las pastillas de freno a los discos, con el fin de que si el conductor pisa el freno disminuya el tiempo de reacción del sistema de frenos.

#### EVA
Si la colisión se vuelve más inminente, el sistema activa además la función EVA (Emergency Valve Assistance) de asistencia a la frenada de emergencia, que da una presión mayor o total al circuito hidráulico de freno si el conductor presiona el pedal de freno.

#### AEB
Por último, si la colisión es inminente y el conductor no ha tomado ninguna acción, el sistema avisa al conductor mediante señales visuales y acústicas de que va a entrar en funcionamiento y manda una señal al ESP para que active el AEB (Automatic Emergency Braking) y frene automáticamente el automóvil hasta su completa detención. Para detener el automóvil de forma segura el sistema valora la aceleración lateral, el ángulo de la dirección, la presión sobre el pedal del acelerador y sus variaciones. En caso de que la temperatura externa sea menor a tres grados el sistema, ante la posible formación de hielo o nieve en la carretera, usa una calibración diferente para que la detención del automóvil resulte menos brusca. Lo mismo sucede cuando esta engranada la marcha atrás o si los cinturones de seguridad están abrochados. Además, si el conductor continúa pisando el acelerador, el sistema puede anular la orden del acelerador y detener el motor. A velocidades comprendidas entre 5 y 20 km/h, el sistema aplica una deceleración máxima de 10 ms2 mientras que entre 20 y 30 km/h, la deceleración máxima es de 6 ms2. Una vez detenido, el sistema mantiene el automóvil frenado durante dos segundos para que el conductor pueda reanudar la marcha con seguridad. Si durante todo el proceso el peligro deja de existir, por ejemplo al cambiar el conductor la trayectoria del automóvil, el sistema de frenado automático de emergencia se detiene y el automóvil puede continuar la marcha normalmente.

### City Brake Control y otros sistemas

#### My Car
A través del sistema de personalización My Car es posible durante el uso del automóvil activar o desactivar las funciones del City Brake Control, aunque cuando se arranca el motor este se encuentra por defecto siempre activo.

## Automóviles
- 2012 - Fiat Panda[12]

- 2013 - Fiat 500L[16]

## Premios
- 2013 - Premio Euro NCAP Advance